# Municipio de Otterville
El municipio de Otterville (en inglés: Otterville Township) es un municipio ubicado en el condado de Cooper en el estado estadounidense de Misuri. En el año 2010 tenía una población de 852 habitantes y una densidad poblacional de 12,07 personas por km².

## Geografía
El municipio de Otterville se encuentra ubicado en las coordenadas 38°44′21″N 93°1′3″O / 38.73917, -93.01750. Según la Oficina del Censo de los Estados Unidos, el municipio tiene una superficie total de 70.58 km², de la cual 70,57 km² corresponden a tierra firme y (0,02 %) 0,02 km² es agua.

## Demografía
Según el censo de 2010, había 852 personas residiendo en el municipio de Otterville. La densidad de población era de 12,07 hab./km². De los 852 habitantes, el municipio de Otterville estaba compuesto por el 96,71 % blancos, el 0,7 % eran afroamericanos, el 0,47 % eran amerindios y el 2,11 % eran de una mezcla de razas. Del total de la población el 1,29 % eran hispanos o latinos de cualquier raza.